# Condea
Genre
Condea est un genre américain de plantes à fleurs de la sous-famille des Nepetoïdeae (famille des Lamiaceae).

## Répartition
Les espèces du genre Condea sont originaires des zones tropicales et subtropicales des États-Unis, de l'Amérique centrale et d'Amérique du Sud.

## Liste des espèces
Selon GBIF (3 août 2025) :
- Condea albida (Kunth) Harley & J.F.B.Pastore
- Condea americana (Poir.) Harley & J.F.B.Pastore
- Condea anitae (Epling & Játiva) Harley & J.F.B.Pastore
- Condea chyliantha (Urb. & Ekman) Harley & J.F.B.Pastore
- Condea cubensis (Urb.) Harley & J.F.B.Pastore
- Condea decipiens (M.E.Jones) Harley & J.F.B.Pastore
- Condea domingensis (Urb.) Harley & J.F.B.Pastore
- Condea elegans (Briq.) Harley & J.F.B.Pastore
- Condea emoryi (Torr.) Harley & J.F.B.Pastore
- Condea fastigiata (Benth.) Harley & J.F.B.Pastore
- Condea floribunda (Briq.) Harley & J.F.B.Pastore
- Condea iodantha (Epling) Harley & J.F.B.Pastore
- Condea jacobi (Fern.Alonso) Harley & J.F.B.Pastore
- Condea laniflora (Benth.) Harley & J.F.B.Pastore
- Condea macvaughii (J.G.González & Art.Castro) Harley & J.F.B.Pastore
- Condea mixta (Epling) Harley & J.F.B.Pastore
- Condea petrensis Harley
- Condea rivularis (Britton) Harley & J.F.B.Pastore
- Condea scandens (Epling) Harley & J.F.B.Pastore
- Condea scoparioides (Urb.) Harley & J.F.B.Pastore
- Condea subtilis (Epling) Harley & J.F.B.Pastore
- Condea tafallae (Benth.) Harley & J.F.B.Pastore
- Condea tephrodes (A.Gray) Harley & J.F.B.Pastore
- Condea thyrsiflora (Epling) Harley & J.F.B.Pastore
- Condea tomentosa (Poit.) Harley & J.F.B.Pastore
- Condea trichopes (Epling) Harley & J.F.B.Pastore
- Condea undulata (Schrank) Harley & J.F.B.Pastore
- Condea urbanii Harley & J.F.B.Pastore
- Condea verticillata (Jacq.) Harley & J.F.B.Pastore

## Systématique
Le nom correct complet (avec auteur) de ce taxon est Condea Adans.. Son espèce type est Condea americana.[réf. nécessaire]

### Publication originale
- Adanson M., 1763. Familles des Plantes. I. partie. cccxxv + 190 pp., Paris, Vincent. page : 2: 504.